# Districte de Rechoard
El Districte de Rechoard és un dels tres districtes del departament de l'Alta Viena, a la regió de la Nova Aquitània. Té 6 cantons i 30 municipis. El cap del districte és la sotsprefectura de Rechoard.

## Cantons
Cantó d'Orador de Vairas - cantó de Rechoard - cantó de Sent Junian Est - cantó de Sent Junian Oest - cantó de Sent Laurenç de Gòra - cantó de Samatiá